# Prioninae

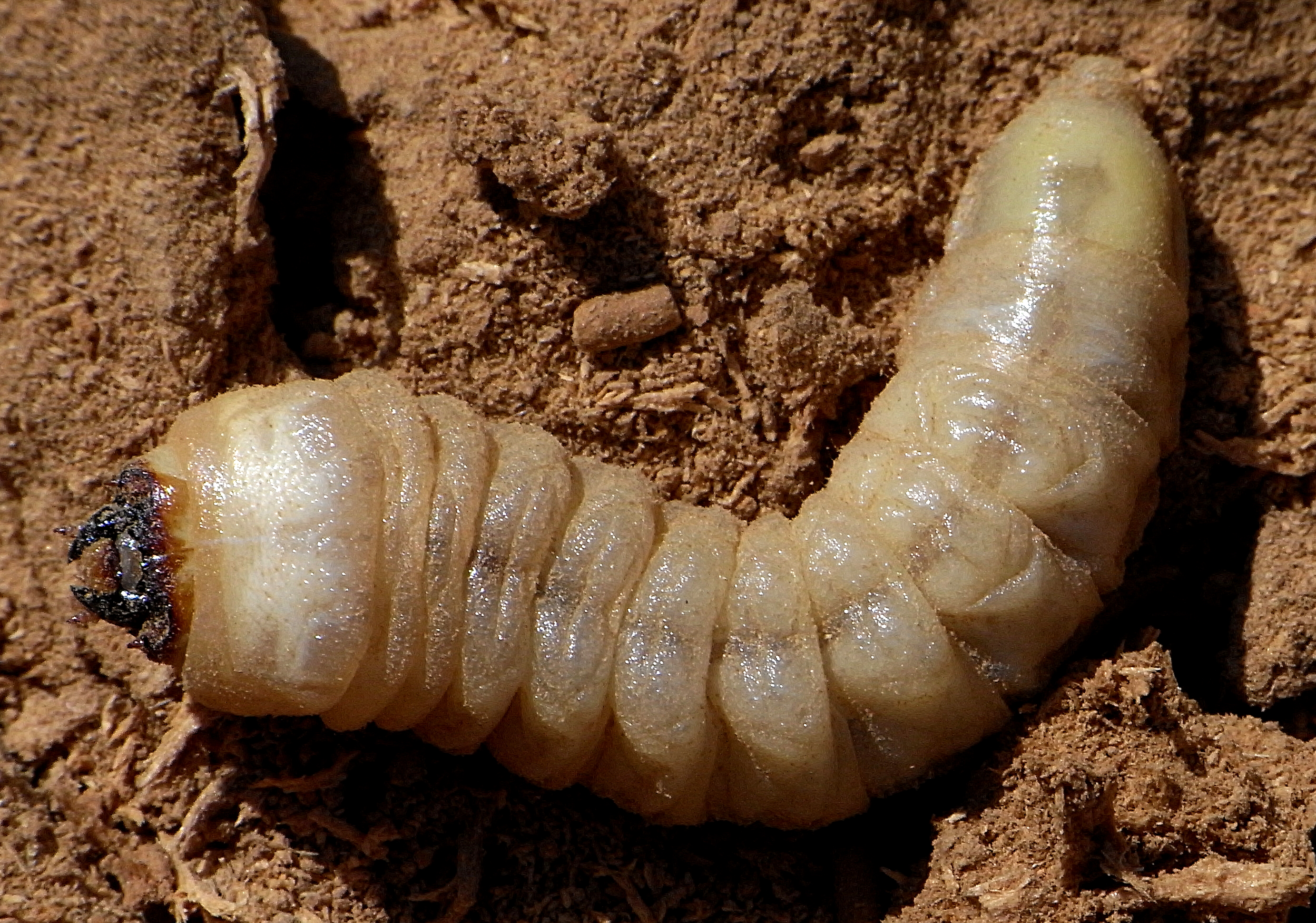
Larva d'ergates faber

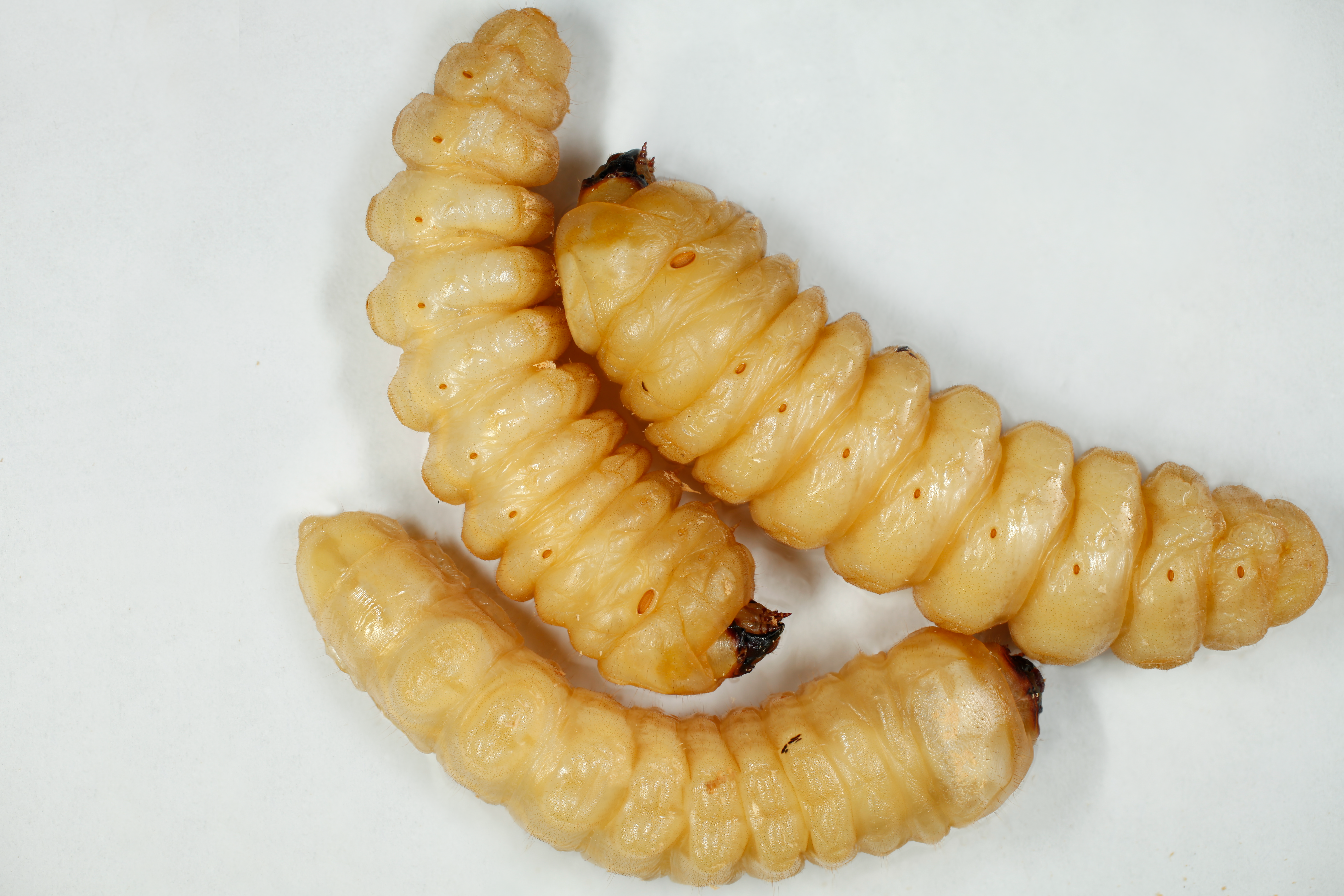
Prionoplus reticularis, larva

Els Prioninae són una subfamília de Cerambycidae (escarabats de banyes llargues). Normalment, són grans (25-70 mm) i normalment, de color marró o negre. Els mascles d'uns quants gèneres presenten grans mandíbules que s'utilitzen en baralles amb altres mascles, semblants als escarabats cérvols (lucànids).
Aquests escarabats són habitualment nocturns i se senten atrets per la llum. La majoria dels prioninae dels que es coneix la biologia són barrinadors, les larves dels quals s'alimenten de fusta o d'arrels podrides.
Foren descrits per primera vegada per Latreille l'any 1802

## Gèneres
A la subfamília Prioninae es reconeixen els gèneres següents: 
- Acalodegma Thomson, 1877
- Acanthinodera Hope, 1835
- Acanthophorus Audinet-Serville, 1832
- Aegolipton Gressitt, 1940
- Aegosoma Audinet-Serville, 1832
- Aerogrammus Bates, 1875
- Aesa Lameere, 1912
- Afraustraloderes Bouyer, 2012
- Agrianome Thomson, 1864
- Allaiocerus Galileo, 1987
- Allomallodon Santos-Silva & Galileo, 2010
- Anacolus Berthold, 1827
- Analophus Waterhouse, 1877
- Ancistrotus Audinet-Serville, 1832
- Andinotrichoderes Tippmann, 1960
- Anoeme Gahan, 1890
- Anomophysis Quentin & Villiers, 1981
- Anomotoma Quentin & Villiers, 1978
- Anoplotoma Quentin & Villiers, 1973
- Anthracocentrus Quentin & Villiers, 1983
- Aplagiognathus Thomson, 1861
- Apocaulus Quentin & Villiers, 1977
- Apotrophus Bates, 1875
- Apterocaulus Fairmaire, 1864
- Arba Quentin & Villiers, 1977
- Archetypus Thomson, 1861
- Archodontes Lameere, 1903
- Archotoma Quentin & Villiers, 1978
- Atrocolus Monné M. A. & Monné M. L., 2008
- Aulacopus Audinet-Serville, 1832
- Aulacotoma Quentin & Villiers, 1973
- Bandar Lameere, 1912
- Baralipton Thomson, 1857
- Basitoxus Audinet-Serville, 1832
- Bifidoprionus Komiya & Keyzer, 2011
- Biribellus Galileo, 1987
- Bouyerus Drumont, 2007
- Bracheocentrus Quentin & Villiers, 1983
- Braderochus Buquet, 1852
- Brephilydia Pascoe, 1871
- Cacodacnus Thomson, 1861
- Cacosceles Newman, 1838
- Callergates Lameere, 1904
- Callipogon Audinet-Serville, 1832
- Callistoprionus Tippmann, 1953
- Calloctenus White, 1850
- Calocomus Audinet-Serville, 1832
- Cantharocnemis Audinet-Serville, 1832
- Cantharoctenus Westwood, 1866
- Casiphia Fairmaire, 1894
- Catypnes Pascoe, 1864
- Ceratocentrus Aurivillius, 1903
- Chalcoprionus Bates, 1875
- Chalybophysis Quentin & Villiers, 1981
- Chariea Audinet-Serville, 1832
- Charmallaspis Galileo & Martins, 1992
- Chiasmetes Pascoe, 1867
- Chorenta Gistel, 1848
- Clesotrus Quentin & Villiers, 1974
- Closterus Audinet-Serville, 1832
- Cnemoplites Newman, 1842
- Crossocnemis Quentin & Villiers, 1978
- Cryptipus Jin, de Keyzer & Ślipiński, 2020
- Cryptobelus Thomson, 1878
- Ctenoscelis Audinet-Serville, 1832
- Cubaecola Lameere, 1912
- Curitiba Lameere, 1903
- Cyanolipton Komiya, 2004
- Cycloprionus Tippmann, 1953
- Dandamis Gahan, 1906
- Delocheilus Thomson, 1861
- Derancistrachroma Lingafelter, 2015
- Derancistrus Audinet-Serville, 1832
- Derelophis Quentin & Villiers, 1972
- Derobrachus Audinet-Serville, 1832
- Dinoprionus Bates, 1875
- Diseoblax Quentin & Villiers, 1981
- Dorysthenes Vigors, 1826
- Droserotoma Quentin & Villiers, 1978
- Drumontiana Danilevsky, 2001
- Dysiatus Pascoe, 1869
- Eboraphyllus Mckeown, 1945
- Elaptoides Quentin & Villiers, 1974
- Elaptus Pascoe, 1867
- Elateropsis Chevrolat, 1862
- Emphiesmenus Lansberge, 1884
- Enneaphyllus Waterhouse, 1877
- Enoplocerus Audinet-Serville, 1832
- Eotithoes Quentin & Villiers, 1983
- Episacus Waterhouse, 1880
- Ergates Audinet-Serville, 1832
- Erioderus Thomson, 1861
- Erythraenus Bates, 1875
- Esmeralda Thomson, 1861
- Ethioeme Adlbauer, 2008
- Eudianodes Pascoe, 1868
- Eurynassa Thomson, 1864
- Eurypoda Saunders, 1853
- Flabellomorphus Galileo & Martins, 1990
- Galileoana Chemsak, 1998
- Glyphosoma Quentin & Villiers, 1973
- Gnathonyx Gahan, 1894
- Guedesia Ferreira & Veiga-Ferreira, 1952
- Hagrides Jin, de Keyzer & Ślipiński, 2020
- Hastertia Lameere, 1912
- Hephialtes Thomson, 1864
- Hermerius Newman, 1844
- Hileolaspis Galileo & Martins, 1992
- Hisarai Santos-Silva & Martins, 2006
- Holonotus Thomson, 1861
- Homoeomyzo Galileo, Komiya & Santos-Silva, 2018
- Hoplideres Audinet-Serville, 1832
- Hoplidosterus Gilmour, 1962
- Hovatoma Lameere, 1912
- Hovorelus Galileo & Monné, 2003
- Hovorodon Santos-Silva, Swift & Nearns, 2010
- Howea Olliff, 1889
- Hyleoza Galileo, 1987
- Hystatoderes Lameere, 1917
- Hystatus Thomson, 1861
- Ialyssus Thomson, 1864
- Insuetaspis Galileo & Martins, 1992
- Jamwonus Harold, 1879
- Komiyasoma Drumont & Do, 2013
- Lachneophysis Quentin & Villiers, 1978
- Lasiogaster Gahan, 1892
- Leiophysis Quentin & Villiers, 1973
- Leiotoma Quentin & Villiers, 1978
- Leontiprionus Quentin & Villiers, 1973
- Lobarthron Semenov, 1900
- Logaeus Waterhouse, 1881
- Lulua Burgeon, 1931
- Lundgrenosis Quentin, 1985
- Macrodontia Lacordaire, 1830
- Macrophysis Quentin & Villiers, 1981
- Macroprionus Semenov, 1900
- Macrotoma Audinet-Serville, 1832
- Mallaspis Audinet-Serville, 1832
- Mallodon Lacordaire, 1830
- Mallodonhoplus Thomson, 1861
- Mallodonopsis Thomson, 1861
- Mecosarthron Buquet, 1840
- Megobaralipton Lepesme & Breuning, 1952
- Megopis Audinet-Serville, 1832
- Meroscelisus Audinet-Serville, 1832
- Mesoprionus Jakovlev, 1887
- Metaegosoma Komiya & Drumont, 2012
- Methylethelius Zubov & Titarenko, 2019
- Microarthron Pic, 1900
- Microphysis Komiya & Drumont, 2008
- Microplophorus Blanchard, 1851
- Miniprionus Danilevsky, 2000
- Monocladum Pic, 1898
- Monodesmus Audinet-Serville, 1832
- Motilon Botero, Galileo & Santos-Silva, 2019
- Myzomorphus Sallé, 1850
- Nannoprionus Aurivillius, 1907
- Nataloma Corinta-Ferreira & Veiga-Ferreira, 1952
- Navosoma Blanchard, 1847
- Navosomopsis Thomson, 1877
- Neoma Santos-Silva, Thomas & Wappes, 2011
- Neomallodon Linsley, 1957
- Neosarmydus Fisher, 1935
- Nepiodes Pascoe, 1867
- Nesopriona Quentin & Villiers, 1973
- Nicias Thomson, 1857
- Nocalusa Santos-Silva & Galileo, 2018
- Nothopleurus Lacordaire, 1869
- Notophysis Audinet-Serville, 1832
- Ochroptera Quentin & Villiers, 1973
- Oideterus Thomson, 1857
- Olethrius Thomson, 1861
- Ommatomenus Higgins, 1869
- Omotagus Pascoe, 1867
- Opisognathus Thomson, 1861
- Oropyrodes Galileo & Martins, 1992
- Orthomegas Audinet-Serville, 1832
- Orthosoma Audinet-Serville, 1832
- Osphryon Pascoe, 1869
- Otheostethus Bates, 1872
- Palaeomegopis Boppe, 1911
- Papunya Jin, de Keyzer & Ślipiński, 2020
- Parachorenta Delahaye & Santos-Silva, 2016
- Paradandamis Aurivillius, 1922
- Paramacrotoma Corinta-Ferreira & Veiga-Ferreira, 1952
- Parapsilotarsus Danilevsky, 2018
- Parastrongylaspis Giesbert, 1987
- Parelaptus Lameere, 1915
- Paroplites Lameere, 1903
- Paulhutchinsonia Jin, de Keyzer & Ślipiński, 2020
- Pedoprionus Komoya, 2021
- Phaolus Pascoe, 1863
- Phlyctenosis Quentin & Villiers, 1973
- Physopleurus Lacordaire, 1869
- Piesacus Galileo, 1987
- Pingblax Komiya & Drumont, 2001
- Pixodarus Fairmaire, 1887
- Platygnathus Audinet-Serville, 1832
- Plumiprionus Lin & Danilevsky, 2017
- Poecilopyrodes Galileo & Martins, 1992
- Poekilosoma Audinet-Serville, 1832
- Pogonarthron Semenov, 1900
- Polyarthron Audinet-Serville, 1832
- Polylobarthron Semenov, 1900
- Polyoza Audinet-Serville, 1832
- Ponchelibius Komiya & Drumont, 2007
- Praemallaspis Galileo & Martins, 1992
- Prinobius Mulsant, 1842
- Prionacalus White, 1845
- Prionapterus Guérin-Méneville, 1831
- Prionoblemma Jakovlev, 1887
- Prionocornis Pic, 1928
- Prionomma White, 1853
- Prionoplus White, 1843
- Prionotoma Kolbe, 1894
- Prionus Geoffroy, 1762
- Priotyrannus Thomson, 1857
- Prosternodes Thomson, 1861
- Protorma Waterhouse, 1880
- Psalidocoptus White, 1856
- Psalidognathus Gray, 1832
- Psalidosphryon Komiya, 2001
- Psephactus Harold, 1879
- Pseudoplites Lameere, 1916
- Pseudoprionus Pic, 1898
- Psilotarsus Motschulsky, 1860
- Pyrodes Audinet-Serville, 1832
- Quercivir Lameere, 1912
- Remphan Waterhouse, 1835
- Rhachicolus Galileo, 1987
- Rhaesus Motschulsky, 1875
- Rhaphipodus Audinet-Serville, 1832
- Rhineimegopis Komiya & Drumont, 2001
- Rhipidocerus Westwood, 1842
- Rhodocharis Lacordaire, 1869
- Rodriguezius Quentin & Villiers, 1973
- Rugosophysis Komiya & Drumont, 2008
- Samolethrius Vitali, 2008
- Sarifer Kirsch, 1871
- Sarmydus Pascoe, 1867
- Sarothrogastra Karsch, 1881
- Scatopyrodes Galileo & Martins, 1992
- Sceleocantha Newman, 1840
- Schizodontus Quentin & Villiers, 1974
- Seabria Corinta-Ferreira & Veiga-Ferreira, 1952
- Seticeros Perger & Santos-Silva, 2010
- Sobarus Harold, 1879
- Solenoptera Audinet-Serville, 1832
- Sphenostethus Haldeman, 1848
- Spiloprionus Aurivillius, 1897
- Spinimegopis Ohbayashi, 1963
- Stenodontes Audinet-Serville, 1832
- Stictosomus Audinet-Serville, 1832
- Stolidodere Aurivillius, 1914
- Strongylaspis Thomson, 1861
- Tagalog Hüdepohl, 1987
- Talupes Quentin & Villiers, 1974
- Teispes Thomson, 1864
- Tereticus Waterhouse, 1879
- Tersec Lameere, 1912
- Titanus Audinet-Serville, 1832
- Tithoes Thomson, 1864
- Toxeutes Newman, 1840
- Tragosoma Audinet-Serville, 1832
- Trichocnemis LeConte, 1851
- Trichoderes Chevrolat, 1843
- Trichophysis Quentin & Villiers, 1973
- Trichoprionus Fragoso & Monné, 1982
- Tropidoprion Quentin & Villiers, 1973
- Typoma Quentin & Villiers, 1978
- Ucai Galileo & Martins, 2009
- Unilaprionus Lin & Danilevsky, 2017
- Utra Jordan, 1895
- Vandewegheia Bouyer & Susini, 2009
- Vietetropis Komiya, 1997
- Xanthonicias Galileo, 1987
- Xaurus Pascoe, 1867
- Xixuthrus Thomson, 1864
- Ziglipton Komiya, 2003
- Zooblax Thomson, 1877